# Centro commemorativo del genocidio di Murambi
Il Centro commemorativo del genocicio di Murambi è un sito di memoria vicino alla città di Murambi, nel sud del Ruanda, ed è situato nell'ex scuola tecnica della città.

## Posizione
Il memoriale si trova a Murambi, nel sud del Ruanda.
Questo centro commemorativo è uno dei sei principali centri istituiti in Ruanda per commemorare il genocidio dei Tutsi in Ruanda. Altri sono il Memoriale del genocidio di Kigali, il Memoriale del genocidio di Ntarama e quelli a Nyamata, Bisesero e Nyarubuye. Questo insieme a quelli di Nyamata, Bisesero e Kigali è stato iscritto nel 2023 nella lista dei patrimoni dell'umanità dell'UNESCO come parte della serie Siti memoriali del genocidio.

## Storia

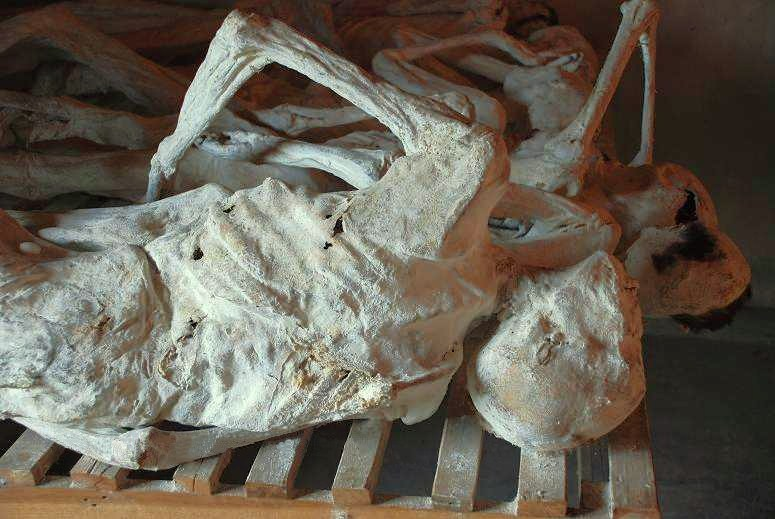
Vittima mummificata del genocidio. Foto di Sascha Grabow.

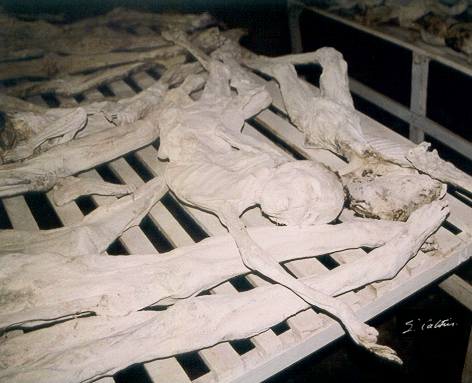
Corpi mummificati delle vittime del genocidio, 2001.

Il luogo è il sito di un massacro avvenuto durante il genocidio contro i tutsi del 1994. Quando iniziarono le uccisioni, i tutsi della zona cercarono di nascondersi in una chiesa locale. Tuttavia, il vescovo e il sindaco li attirarono in una trappola mandandoli alla scuola tecnica, sostenendo che le truppe francesi li avrebbero protetti lì. Il 16 aprile 1994 circa 65 000 tutsi si sono recati alla scuola. Una volta arrivate, alle vittime non sono stati forniti né acqua né cibo, in modo da garantire che le persone fossero troppo deboli per resistere. Dopo essersi difesi per alcuni giorni con le pietre, il 21 aprile l'edificio in cui i tutsi si rifugiavano fu invaso. I soldati francesi si dileguarono e la scuola è stata attaccata dai miliziani hutu dell'Interahamwe. Circa 45 000 tutsi furono assassinati nella scuola e quasi tutti coloro che riuscirono a scappare furono uccisi il giorno successivo mentre cercavano di nascondersi in una chiesa vicina. Secondo la guida del memoriale, i francesi hanno portato materiale per scavare numerose fosse dove parecchie migliaia di corpi sono stati deposti.In seguito hanno realizzato un campo di pallavolo sopra le fosse comuni per tentare di nascondere ciò che era accaduto. Tra i corpi attualmente esposti ci sono anche quelli di bambini e neonati. Si ritiene che solo 34 persone siano sopravvissute al massacro di Murambi.
Il memoriale è stato fondato il 21 aprile 1995. Il sito contiene 50 000 sepolture. L'edificio scolastico è ora un museo del genocidio che espone gli scheletri e i corpi mummificati di alcune delle migliaia di persone uccise nella provincia di Gikongoro nel 1994. Nel suo studio sui memoriali del genocidio contro i tutsi, Timothy Longman sostiene che, sebbene i corpi esposti a Murambi siano presentati come quelli di persone uccise lì, in realtà si tratta di corpi portati a Murambi da tutta la regione circostante. Quelli uccisi a Murambi furono sepolti in fosse comuni sul posto nel 1996.